# Potyczka pod Mokrem

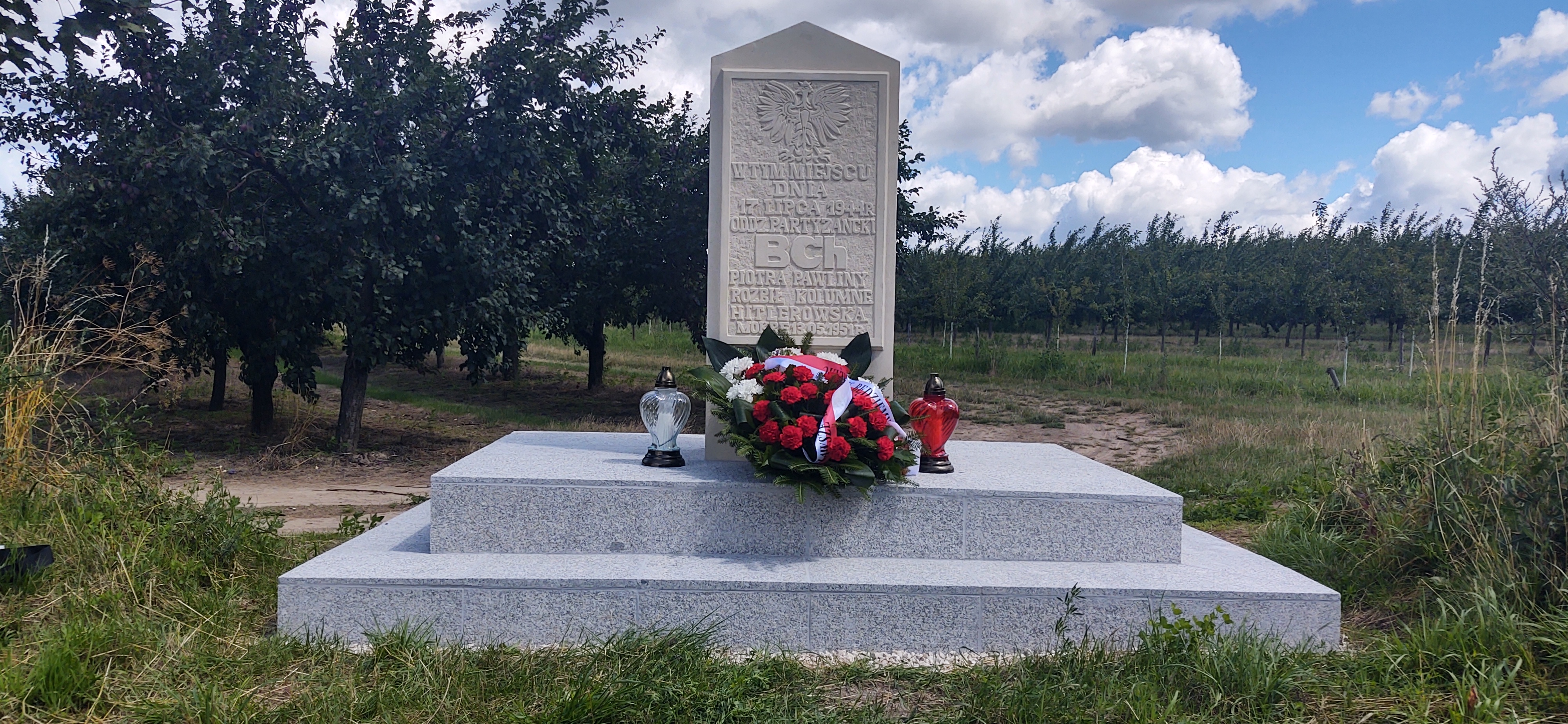
Pomnik w miejscowości Mokre, stan po renowacji w 2022 roku, w 78. rocznicę potyczki

Potyczka pod Mokrem – potyczka stoczona 16 lipca 1944 roku w rejonie wsi Mokre przez oddział partyzancki Batalionów Chłopskich z niemiecką żandarmerią.

## Przebieg bitwy
Oddział Batalionów Chłopskich w sile około 100 ludzi dowodzony przez Piotra Pawlinę zorganizował zasadzkę na szosie ze Staszowa do Chmielnika w miejscowości Mokre. W zasadzkę wpadła kolumna samochodów, którymi ewakuowała się niemiecka żandarmeria z dystryktu lubelskiego. W czasie walki poległo 18 żandarmów, a 17 wzięto do niewoli. Rannym i rozbrojonym Niemcom pozwolono odjechać jedną ciężarówką. Pozostałe pojazdy spalono.

## Upamiętnienie
Przy wsi Mokre w okresie Polski Ludowej zbudowano pomnik z napisem upamiętniającym partyzancką potyczkę:

Tu walczyli chłopi i robotnicy z oddziałów partyzanckich AL i BCh którzy wspólnie z Armią Radziecką gromili faszyzm hitlerowski. Sława Armii Radzieckiej i partyzantom AL i BCh. Ten kamień położyli rewolucyjni chłopi i robotnicy. Mokre 13 maja 1951 roku.

Obecnie na pomniku widnieje napis:

W tym miejscu dnia 17 lipca 1944 r oddz. partyzancki BCh Piotra Pawliny rozbił kolumnę hitlerowską, Mokre 13.05.1951 r..